# Andrômeda XVIII

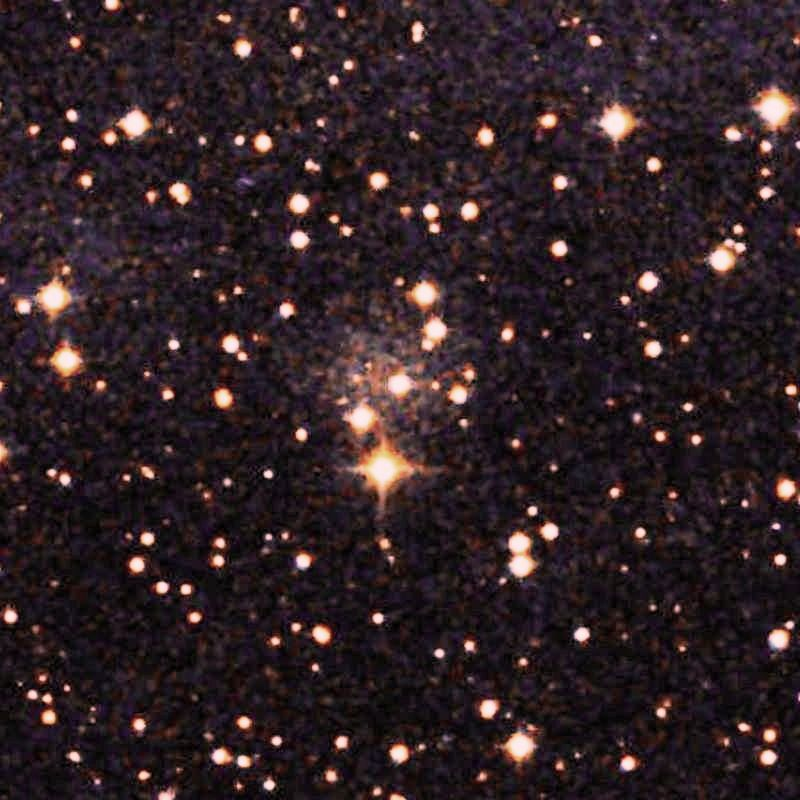
A galáxia Andromeda XVIII.

Andrômeda XVIII é uma galáxia anã esferoidal (não tem anéis, baixa luminosidade, muita matéria escura, pouco gás ou pó) que foi descoberta em 2008. Esta galáxia é um satélite da Galáxia de Andrômeda (M31). É uma das catorze galáxias anãs conhecidas atualmente orbitando a M31.